# Molly Simpson
Molly Gwen Simpson (* 11. Dezember 2002 in Red Deer) ist eine kanadische Radrennfahrerin, die im BMX-Rennsport aktiv ist.

## Sportlicher Werdegang
Simpson begann im Alter von zehn Jahren nach dem Vorbild ihrer Cousins mit dem BMX-Sport. In ihrer Jugend war sie mehrfach bei Provinz- und nationalen Meisterschaften erfolgreich. Als Juniorin war sie 2019 ebenfalls kanadische Meisterin, bevor die Corona-Pandemie ihre Karriere unterbrach.
2021 wurde sie als Ersatzfrau für das kanadische Olympiateam nominiert, kam aber nicht zum Einsatz. Nach den Olympischen Spielen 2021 siegte sie erstmals bei den Landesmeisterschaften in der Elite. Beim BMX-Weltcup 2021 stand sie im Oktober in Sakarya erstmals im Finale und belegte den dritten Platz. Bei elf weiteren Weltcup-Auftritten zwischen 2021 und 2024 kam sie ins Finale, ohne nochmals das Podium zu erreichen.
Als 2022 die U23-Kategorie im BMX eingeführt wurde, nahm sie im Weltcup auch dort teil und gewann einen Lauf in Papendal. Bei den BMX-Rennsport-Weltmeisterschaften 2022 wurde sie Dritte. In der Elite verteidigte sie ihren kanadischen Meistertitel, wie auch 2023. In jenem Jahr gewann sie zudem zwei Silbermedaillen bei Panamerika-Meisterschaften bzw. Panamerikanischen Spielen. 2024 war sie Kanadas Vertreterin im olympischen BMX-Rennen, erreichte das Finale und wurde Fünfte.

## Erfolge
2019
 Kanadische Meisterin (Junioren)
2021
 Kanadische Meisterin
2022
 Kanadische Meisterin
 Weltmeisterschaften (U23)
ein Weltcup-Sieg (U23)
2023
 Kanadische Meisterin
 Panamerika-Meisterschaften
 Panamerikaspiele